# Yumi Yamamoto Sawasato
Yumi Yamamoto Sawasato (São Paulo, 1951) é uma juíza brasileira de ginástica artística feminina. Formada em Educação Física pela Escola de Educação Física e Esporte da Universidade de São Paulo, é docente no ensino superior desde 1973 e exerce ainda a ocupação de supervisora técnica pela CBG.
Iniciada no esporte ainda criança, foi ginasta pelo Esporte Clube Pinheiros. Em 1969, foi campeã Sul-Americana com a equipe brasileira formada também por Silvia Pinent, Berenice Arruda, Eneida Flecha, Dayse Brandão e Maria Martini. Estudante de Ed. Física, após tornar-se apta a lecionar, trabalhou em duas universidades: UniFMU e Fefisa, e fundou a Academia Yashi de Ginástica Artística, na capital paulista, no bairro de Jardim Europa. Em 2008, participou de sua terceira Olimpíada e recebeu o prêmio de melhor árbitra do mundo, concedido pela Federação Internacional de Ginástica, após quarenta anos no exercício da profissão.